# Sanctuaire gallo-romain de Fonteny
Le sanctuaire de Fonteny est un sanctuaire gallo-romain situé à Dampierre (Haute-Marne), en France.
Le site, situé en bordure de la voie antique reliant Lyon à Trèves est utilisé comme sanctuaire de la fin de la période gauloise au Bas-Empire romain. Composé de plus d'une dizaine de petits temples, il se distingue par la richesse de sa statuaire représentant ou évoquant Mercure, dieu des voyageurs, ainsi que la déesse romaine Maia.
Les seules fouilles réalisées sur le site, en 1897-1898, sont consécutives à sa découverte fortuite quelques années plus tôt.

## Localisation

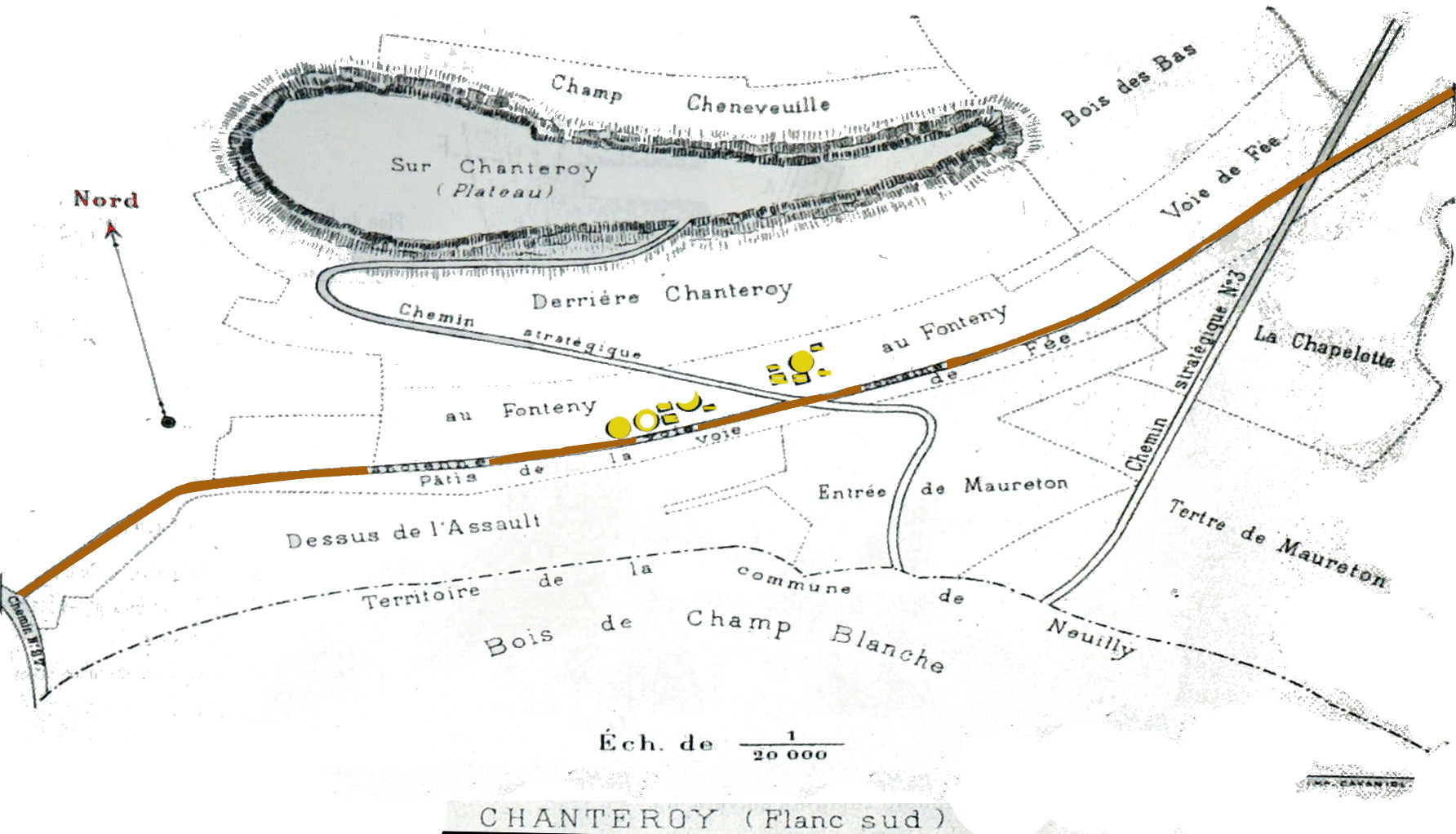
Le fanum en jaune entre plateau et voie romaine.

Le site antique se trouve à 2 km au sud-est du chef-lieu communal de Dampierre et à environ 11 km au nord d'Andemantunnum (Langres), à vol d'oiseau. Le plateau de Chanteroy, à une altitude maximale de 483 m, domine toute la plaine. 50 m en contrebas, au sud, passe l'ancienne voie romaine de Lyon à Trèves orientée sud-ouest - nord-est ; cette voie figure sur la table de Peutinger et l'itinéraire d'Antonin.
Le site de Fonteny se situe immédiatement au nord de la voie, entre celle-ci et le plateau. À l'époque contemporaine, il se développe de part et d'autre du chemin qui permet d'accéder au plateau.

## Historique et recherches archéologiques
La datation des monnaies retrouvées suggère que le sanctuaire est peut-être construit à l'époque augustéenne ; il connaît son apogée dans la première moitié du IIe siècle ; il reste actif jusqu'au milieu du IIIe siècle où il est abandonné avant d'être totalement rasé quelques décennies plus tard.
Le site est découvert en octobre 1883 par un agriculteur qui tente d'extirper une grosse pierre qui, depuis longtemps, gêne ses labours,. Un autel, des fragments de statues rattachés au culte de Mercure et de Maia, des monnaies et des tessons de céramique sont mis au jour à cette occasion.
En 1896, une tête de statue représentant Mercure est découverte, ainsi que les vestiges de constructions à proximité des précédentes trouvailles.
Ces découvertes entraînent la réalisation, en 1897-1898, de fouilles archéologiques plus rigoureuses. Elles permettent d'identifier plusieurs structures maçonnées supplémentaires et de recueillir un copieux mobilier archéologique, dont de nombreux ex-votos.
Aucune fouille ultérieure ne semble avoir été conduite.

## Description

### Constructions
De nombreux vestiges de constructions sont révélés par les fouilles, de part et d'autre du chemin accédant au plateau de Chanteroy, sur une longueur d'environ 150 m, parallèlement à la voie antique.
Sept édifices sur plan carré et cinq sur plan circulaire sont identifiés. Si la destination des premiers reste incertaine, il est fort probable que les « rotondes » soient des temples. Dans ce cas, la configuration du sanctuaire est sans équivalent en Gaule : les multiples temples, dont plusieurs sont circulaires, ne sont pas inscrits dans un même péribole comme c'est le cas par exemple pour les sanctuaires des Basiols.
Quelle que soit leur forme, les constructions dépassent rarement 10 m dans leur plus grande dimension. Les murs sont maçonnés en moyen appareil de calcaire d'extraction locale et mesurent de 0,55 à 0,70 m d'épaisseur. Ils sont conservés, au mieux, sur cinq assises au-dessus des fondations.
Les données archéologiques disponibles ne permettent pas de statuer sur la présence, au niveau du sanctuaire, de structures d'accueil pour les voyageurs et les fidèles ; de même, aucune agglomération secondaire à laquelle ce sanctuaire puisse se rattacher n'est connue dans les environs.

### Mobilier archéologique
En 1883, ont été mis au jour de manière fortuite un autel rectangulaire en pierre blanche haut d'un mètre dix-sept avec l'inscription Mercur(io), un socle portant l'inscription Mercurio et Maia(e), v(otum) s(olvit) l(ibens) m(erito) et une statue de Mercure assis, haute d'un mètre quatre-vingts.
En 1896 ont lieu d'autres découvertes : une tête de Mercure et un corps de statue féminine.
Les premières et seules fouilles organisées ont lieu entre 1897 et 1898 à l'initiative d'Henri Cavaniol. Sont alors découvertes une stèle gravée Merc(urio) Sext(us) Iul(ius) Amoenus v(otum) s(olvit) l(ibens) m(erito), une pierre votive portant Deo Mercurio/ C(aius) Antonius/ retro Segomar(us)/ Liberaris ex v(o)t(o), une plaque gravée de V(...)CCO/ (...RII fil/ Sagarius/ Merurio/ v(otum) s(olvit) l(ibens) m(erito) ainsi qu'une petite statue en bronze d'un personnage vêtu de son bardocucullus, manteau à capuchon typique des Lingons, mettant sa main sur la tête de son chien.
Tous ces éléments, et notamment les inscriptions lapidaires, attestent de la présence d'un sanctuaire voué à Mercure, dieu des voyageurs, ainsi qu'à Maia à mettre sans aucun doute en relation avec l'importante voie romaine passant à proximité.
Les publications du XIXe siècle font état de la mise au jour d'environ 300 monnaies, dispersées et perdues depuis. Les trouvailles s'échelonnent d'Auguste à Sévère Alexandre avec une dominante pour les monnaies de Vespasien, Trajan et Hadrien, suggérant une occupation du site strictement limitée au Haut-Empire romain,.

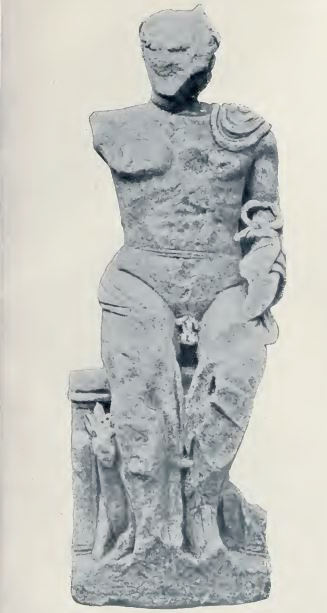
Statue de Mercure.
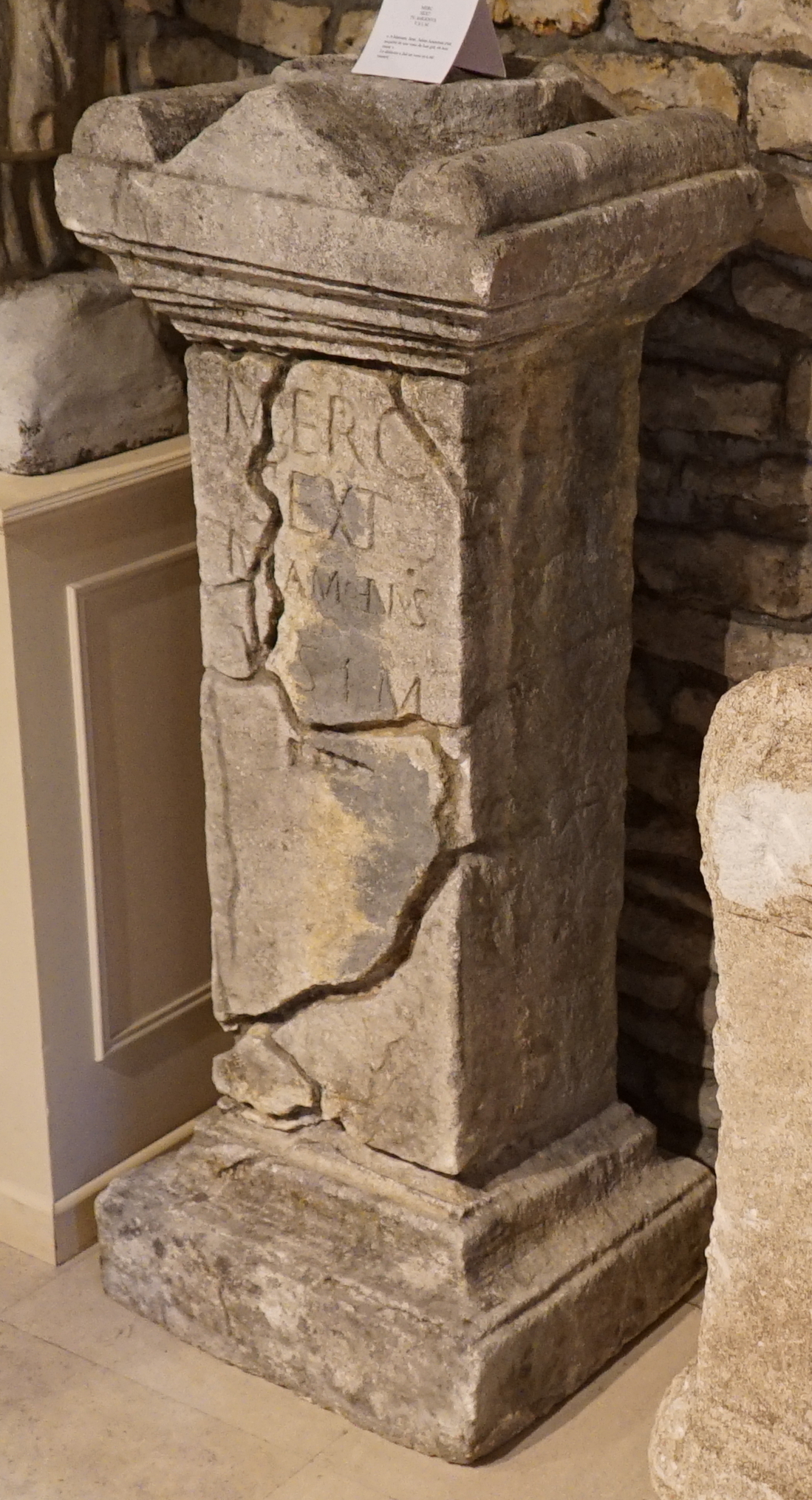
Stèle votive à Mercure.
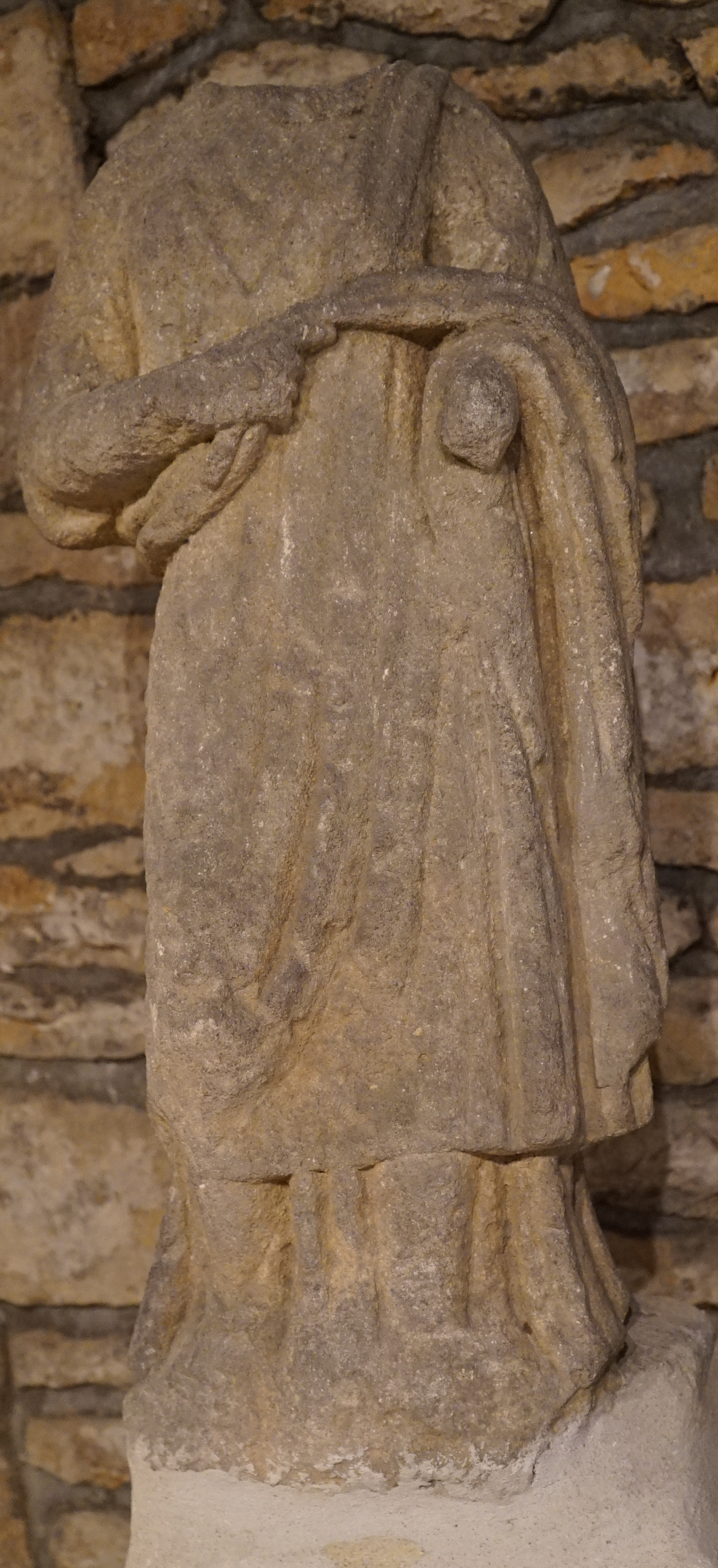
Statue féminine.